# Teodoret (Tichonow)
Teodoret, imię świeckie Michaił Anatoljewicz Tichonow (ur. 21 listopada 1980 w Oktiabrskim w obwodzie riazańskim) – rosyjski biskup prawosławny.

## Życiorys
Ukończył seminarium duchowne w Moskwie w 2005 r., następnie podjął studia w Moskiewskiej Akademii Duchownej. W 2006 r. został skierowany na studia do paryskiej Ecole Pratique des Hautes Etudes, a po jej ukończeniu w 2009 r. wrócił do Rosji, gdzie studiował eksternistycznie na Moskiewskiej Akademii Duchownej, będąc w niej równocześnie wykładowcą języków francuskiego i łacińskiego (2009–2016). 
16 marca 2010 r. złożył wieczyste śluby mnisze, przyjmując imię zakonne Teodoret. 1 marca tego samego roku został wyświęcony na hierodiakona, zaś 15 lutego 2012 r. – na hieromnicha, przyjmując święcenia z rąk arcybiskupa wieriejskiego Eugeniusza. W latach 2010–2016 był sekretarzem rektora Moskiewskiej Akademii Duchownej. Służył w uczelnianej cerkwi Opieki Matki Bożej oraz w cerkwi św. Aleksandra Newskiego przy jednostce wojskowej nr 16685 (w latach 2014–2016). 
Od 2016 r. służył w eparchii skopińskiej. Był proboszczem parafii Zaśnięcia Matki Bożej w Riażsku, a następnie także przełożonym wspólnoty mniszej przy cerkwi Świętego Ducha w Skopinie, przemianowanej w 2017 r. na monaster. Był dziekanem monasterów eparchii skopińskiej, sekretarzem eparchialnego sądu kanonicznego oraz wykładowcą seminarium duchownego w Riazaniu, gdzie był kierownikiem katedry dyscyplin teologii praktycznej.
29 lipca 2017 r. został nominowany przez Święty Synod Rosyjskiego Kościoła Prawosławnego na biskupa skopińskiego i szackiego, a 8 sierpnia, w związku z tą decyzją, podniesiony do godności archimandryty. Jego chirotonia biskupia odbyła się 19 sierpnia tego samego roku na placu przed soborem Przemienienia Pańskiego w Wyborgu, poprowadzona przez patriarchę moskiewskiego i całej Rusi Cyryla.
W 2020 r. Święty Synod mianował go rektorem Moskiewskiej Akademii Duchownej, nadając mu zarazem tytuł biskupa zwienigorodzkiego, wikariusza eparchii moskiewskiej.
W 2022 r. Święty Synod odwołał biskupa Teodoreta ze stanowiska rektora, a także skierował go do eparchii tulskiej jako jej biskupa pomocniczego z tytułem biskupa Wieniewskiego.